# 永平铜矿
28°12′N 117°45′E / 28.200°N 117.750°E
永平铜矿位于中国江西省上饶市铅山县永平镇，地处武夷山脉北麓，是国家“六五”重点建设项目，于1980年大规模建设，1984年10月建成投产，现为中国第二大露天铜矿，由江西铜业公司管辖。矿区面积十平方公里，现有职工五千三百多人。